# Achrophyllum crassirete
Achrophyllum crassirete är en bladmossart som beskrevs av Celina Maria Matteri 1979. Achrophyllum crassirete ingår i släktet Achrophyllum och familjen Hookeriaceae. Inga underarter finns listade i Catalogue of Life.